# Melting
Melting è il secondo EP della cantante sudcoreana Hyuna, pubblicato nel 2012 dall'etichetta discografica Cube Entertainment insieme a Universal Music Group.

## Il disco
Il 9 ottobre la Cube Entertainment annuncia il ritorno di HyunA previsto per il 13 ottobre 2012.
L'album viene posticipato il 13 ottobre 2012 per ragioni sconosciute.
Il 17 ottobre è stato riportato che la canzone "Very Hot" è stata bandita dalle radio "KBS" e "SBS", per vari motivi.
Alla fine l'album viene pubblicato on-line il 21 ottobre 2012 con il singolo di apertura Ice Cream, mentre il CD viene messo in commercio il 22 ottobre 2012 e la versione per il Taiwan il 14 novembre con la pubblicazione del primo singolo promozionale Unripe Apple, promosso insieme ad Ice Cream e Don't Fall Apart, il secondo singolo promozionale chiude le promozioni.

## Promozione
HyunA si esibì in vari show televisivi con le canzoni "Don't Fall Apart", "Unripe Apple" e "Ice Cream".

## Tracce
1. Don't Fall Apart (흐트러지지 마?) – 2:56 (Betamin)
2. Ice Cream – 3:16 (Brave Brothers)
3. Unripe Apple (풋사과?) – 3:17 (Seo Yong Bae,Seo Jae Woo,Jung Illhoon)
4. To My Boyfriend (feat. Jung Il-hoon) (내 남자친구에게?) – 3:44 (Kim HyunA)
5. Very Hot – 3:42 (Kim HyunA kim lee woon)

## Classifiche
| Classifica (2012) | Posizione massima |
| ----------------- | ----------------- |
| Corea del Sud     | 5                 |